# West Dean (Gloucestershire)
Pour les articles homonymes, voir West Dean.
West Dean est une paroisse civile, située dans le district de Forest of Dean dans le Gloucestershire, en Angleterre. 

## Historique
La forêt de Dean était une zone extra-paroissiale dans St Briavels Hundred du Gloucestershire. Elle n’avait pas la structure paroissiale habituelle jusqu’à ce que les cantons de West Dean et East Dean soient formés en 1844. Pour l’assistance aux pauvres, West Dean a été regroupé dans la Poor Law Union de Monmouth et a été inclus dans le district sanitaire rural de Monmouth. À la suite de la Loi de 1894 sur les administrations locales, West Dean devint une paroisse civile dans le district rural de West Dean. En 1974, le district rural a été aboli et West Dean est devenu l’une des 41 paroisses civiles du district de Forest of Dean.

## Gouvernance
La paroisse de West Dean est divisée électoralement en 5 quartiers avec un total de 15 conseillers comme suit :
- Ellwood et Sling Ward : 2 conseillers
- Christchurch Ward : 1 conseiller
- Quartier Bream : 5 conseillers
- Quartier Pillowell : 5 conseillers
- Berry Hill Ward : 2 conseillers.

Le conseil est consulté par tous les fournisseurs de services publics et a le droit légal de commenter toutes les demandes de planification dans West Dean. En 2000, il a acheté et rénové le Centre communautaire de Bream, qui a depuis été agrandi et un bureau paroissial y a été établi. D’autres secteurs du Conseil se sont impliqués dans la fourniture d’abribus, le nettoyage des rues, les sentiers pédestres, les aires de jeux, les améliorations environnementales et les projets d’immobilisations tels que la restauration du cénotaphe de Bream et les travaux au cimetière Parkend.
Le Conseil se réunit le dernier mercredi de chaque mois au Centre communautaire de Bream à 19 h. Chaque réunion du Conseil commence par un forum public ouvert pour permettre aux électeurs de poser des questions ou de commenter les questions qui touchent la paroisse.

## Géographie
West Dean est la plus grande paroisse civile du district de Forest of Dean, tant en ce qui concerne sa population que sa superficie.
Au recensement de 2001, 10 305 personnes vivaient dans la paroisse de West Dean, plus que dans n’importe quelle autre ville du district de Forest of Dean. La paroisse a une étendue considérable de 4686 hectares et s’étend de Berry Hill et Christchurch au nord à Bream au sud, et de Sling à l’ouest à Viney Hill à l’est.

## Villages dans la paroisse civile
- Berry Hill y compris Christchurch, Five Acres, Joyford et Shortstanding
- Edge End
- Ellwood
- Sling
- Clements End
- Little Drybrook
- Bream
- Brockhollands
- Yorkley
- Pillowell
- Oldcroft
- Viney Hill
- Parkend
- Whitecroft